# Anell D
L'anell D és un anell planetari situat al voltant de Saturn. És el més intern dels anells d'aquest planeta.

## Característiques

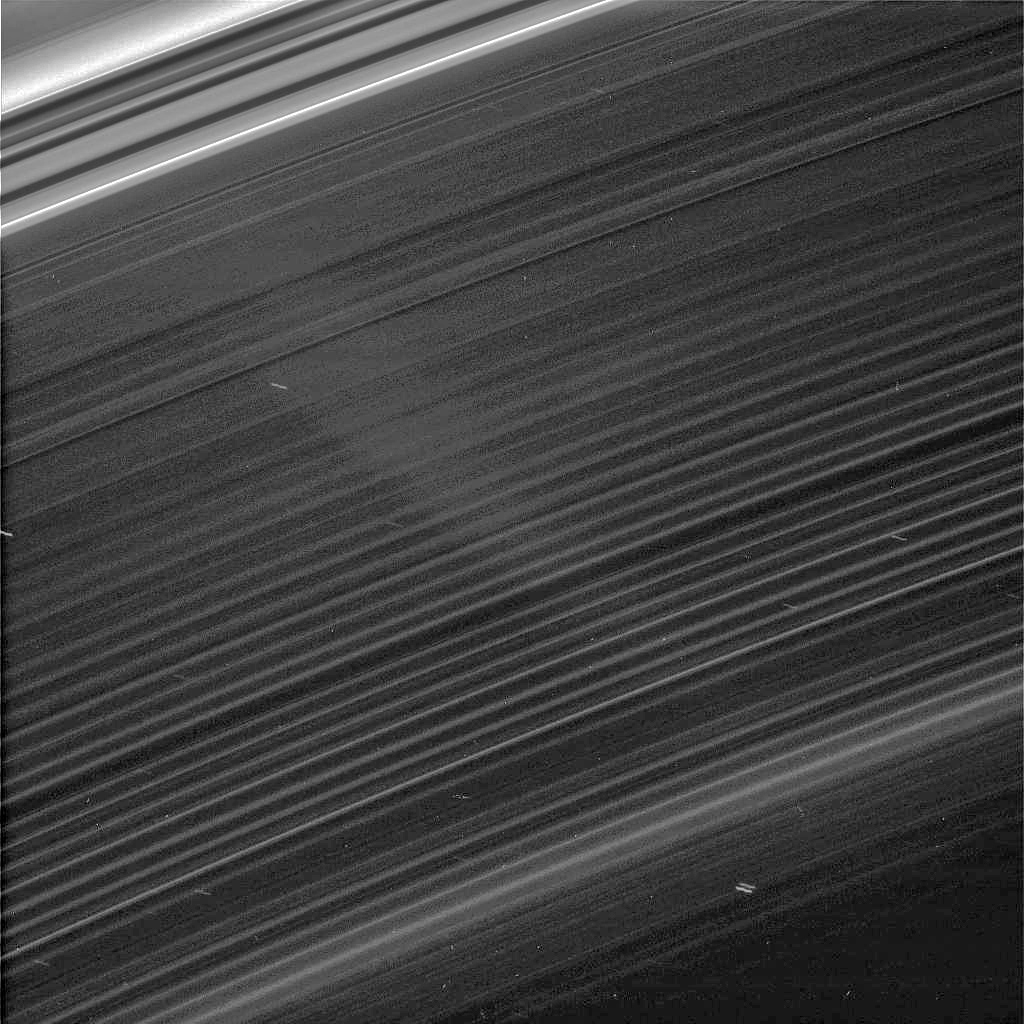
Imatge de l'anell D —amb el contrast augmentat— presa per la sonda Cassini. L'anell C, més brillant, és visible a dalt a l'esquerra

L'anell D comença a 66.900 km del centre de Saturn, o sigui, menys de 7.000 km per sobre de l'atmosfera del planeta, i s'estén fins a 74.510 km. Es tracta de l'anell més intern del sistema dels anells de Saturn; és molt poc visible.
En el moment de sobrevolar la sonda Voyager 1 el sistema saturnià, aquesta fotografià dins l'anell D tres anellets (estructures més lluminoses i més denses a l'interior de l'anell) que varen ser anomenades D68, D72 i D73 (en ordre creixent de la seva distància al planeta). 25 anys després, les imatges preses per la missió Cassini indiquen que el D72 s'havia desplaçat 200 km cap a Saturn i passava a ser menys lluminós. Dels D68 i D73, no es va observar que patissin modificacions.
Cassini també ha posat en evidència la presència d'estructures concèntriques en ones distants 30 km entre D73 i l'anell C.